# Тразенхајде
Тразенхајде (њем. Trassenheide) општина је у њемачкој савезној држави Мекленбург-Западна Померанија. Једно је од 89 општинских средишта округа Остфорпомерн. Према процјени из 2010. у општини је живјело 937 становника. Посједује регионалну шифру (AGS) 13059095.

## Географски и демографски подаци
Тразенхајде се налази у савезној држави Мекленбург-Западна Померанија у округу Остфорпомерн. Општина се налази на надморској висини од 0 метара. Површина општине износи 6,5 km². У самом мјесту је, према процјени из 2010. године, живјело 937 становника. Просјечна густина становништва износи 144 становника/km².